# Vallelunga Pratameno
Vallelunga Pratameno (sicilià Vaddilonga ) és un municipi italià, dins de la província de Caltanissetta. L'any 2007 tenia 3.844 habitants. Limita amb els municipis de Cammarata (AG), Castronovo di Sicilia (PA), Polizzi Generosa (PA), Sclafani Bagni (PA), Valledolmo (PA) i Villalba.

Ubicació de Vallelunga Pratameno dins de la província